# 国際連合安全保障理事会決議15
国際連合安全保障理事会決議15（こくさいれんごうあんぜんほしょうりじかいけつぎ15、英: United Nations Security Council Resolution 15, UNSCR15）は、1946年12月19日に国際連合安全保障理事会で採択された決議。同決議では、ギリシャ（当時ギリシャ王国）、アルバニア、ブルガリア、ユーゴスラビアとの国境に沿った国境侵犯の疑いについて調査し、解決策を提案する委員会を国際連合憲章第34条（「安全保障理事会は、いかなる紛争についても、国際的摩擦に導き又は紛争を発生させる虞のあるいかなる事態についても、その紛争又は事態の継続が国際の平和及び安全の維持を危くする虞があるかどうかを決定するために調査することができる。」）にしたがって設置した。

## 補足
委員会は安全保障理事会の理事国の代表により構成され、1947年1月15日までに現地に到着し、決議に従って理事会に報告書を提出すること（また安全保障理事会からの助言を必要とすると見なされる場合または安全保障理事会から要請があった場合には中間報告を行うこと）になっていたが、1947年以降も活動を継続することとなった。委員会は上記の国境蹂躙及び騒乱の原因と性質を明らかにするために必要と見なされる場合は、ギリシャ北部のみならずギリシャの他地域・アルバニア・ブルガリア・ユーゴスラビアを調査し、また上記各国政府・各国政府職員・各国国民に対し調査に必要と見なされる資源を要請する権限を持つとされ、一方で当該地域において国境蹂躙及び騒乱を防止するために必要と思われるいかなる提案も歓迎すること、各代表が自らを補佐する要員を指名する資格があることが定められた。
安全保障理事会は、事務総長トリグブ・リーに対し上記各国における委員会の活動について各国当局に連絡を取ることを要請し、事務総長は同委員会の任務の効果的実施に関して必要と見なされる要員と支援を提供することを安保理に要請された。

## 詳細
以下はその和訳。
安全保障理事会は、
以下のことを決議する。
憲章第34条に基づき、安全保障理事会は、ギリシャとアルバニア、ブルガリア、ユーゴスラビアの間の国境に沿った国境侵犯の疑いに関する事実を確認するために調査委員会を設置すること。
調査委員会は、1947年に構成される予定の安全保障理事会の各理事国の代表によって構成されること。
委員会は、遅くとも1947年1月15日までに現地に赴き、その調査によって明らかになった事実に関する報告書を可能な限り早い時期に安全保障理事会に提出しなければならないこと。委員会は、望ましいと判断した場合または安全保障理事会の要請があった場合には、安全保障理事会に予備報告を行うものとする。
委員会は、上記の国境侵犯及び騒乱の原因及び性質を解明するために、ギリシャ北部、ギリシャの他の地域、アルバニア、ブルガリア及びユーゴスラビアで委員会が調査に含めるべきと考える場所で調査を実施する権限を有すること。
委員会は、その調査に関連する情報を、委員会が必要と考えるその他の情報源と同様に、これらの国の政府、当局者及び国民に要請する権限を有する。
安全保障理事会が、事務総長に対し、上記の国々における委員会の調査を容易にするため、上記の国々の適当な当局と連絡をとることを要請すること。
委員会の各代表は、自分を補佐するのに必要な人員を選ぶ権利を有すること、さらに、安全保障理事会は、事務総長に対し、委員会がその任務を迅速かつ効果的に遂行するために必要と考える人員及び援助を提供するよう要請すること。
ギリシャの各政府の代表者1名が出席すること。
ギリシャ、アルバニア、ブルガリアおよびユーゴスラビアの各政府の代表者に、連絡役として委員会の作業を支援するよう要請すること。
委員会が、これらの地域における国境侵犯及び騒乱の再発を回避するために賢明と思われるあらゆる提案を行うよう招請されること。